# Tour du Loir-et-Cher
Die Tour du Loir-et-Cher ist ein Straßenradrennen in Frankreich. Die Rundfahrt führt in mittlerweile fünf Etappen durch das Département Loir-et-Cher. Ausgetragen wird das Rennen jährlich seit 1960. Zunächst hatte es zwei, ab 1974 vier und seit 1985 fünf Etappen. Bis 1995 war es den Amateursportlern vorbehalten. Das Etappenrennen ist seit 2005 Teil der UCI Europe Tour und hat die UCI-Kategorie 2.2. 

## Palmarès
- 1960:  Michel Sallé
- 1961:  Jean-Claude Lebaube
- 1962:  Jack André
- 1963:  René Heuvelmans
- 1964:  Maurice Benet
- 1965:  Albert Van Vlierberghe
- 1966:  Félix Le Buhotel
- 1967:  Jean-Claude Genty
- 1968:  Bernard Dupuch
- 1969:  Jean-Pierre Danguillaume
- 1970:  Alain Nogues
- 1971:  Jean-Pierre Guitard
- 1972:  Zygmunt Hanusik
- 1973:  Patrick Béon
- 1974:  Hubert Arbès
- 1975:  Jan Brzeźny
- 1976:  Gerrie van Gerwen
- 1977:  Michel Zuccarelli
- 1978:  Gerard Le Dain
- 1979:  Michel Larpe
- 1980:  Leon Deschiz
- 1981:  Jan Jankiewicz
- 1982:  Juri Petrow
- 1983:  Mario Hernig
- 1984:  Jörg Stein
- 1985:  Jörg Stein
- 1986:  Leszek Stępniewski
- 1987:  Sergei Uslamin
- 1988:  Olaf Jentzsch
- 1989:  Guido Fulst
- 1990:  Eric Knuvers
- 1991:  Nicolas Aubier
- 1992:  Jean-Christophe Currit
- 1993:  Denis Marie
- 1994:  Carlo Meneghetti
- 1995:  Denis Marie
- 1996:  Christophe Paulvé
- 1997:  Stéphane Bourry
- 1998:  Frédéric Pontier
- 1999:  Thor Hushovd
- 2000:  Gisle Vikoyr
- 2001:  Rudolph Wentzel
- 2002:  Samuel Gicquel
- 2003:  Hervé Duclos-Lassalle
- 2004:  Tom Stubbe
- 2005:  Marc de Maar
- 2006:  Jacob Moe Rasmussen
- 2007:  Alexandre Blain
- 2008:  Christofer Stevenson
- 2009:  Dmitri Kossjakow
- 2010:  Michail Antonow
- 2011:  Anthony Saux
- 2012:  Andrei Solomennikow
- 2013:  Tino Thömel
- 2014:  Graham Briggs
- 2015:  Romain Cardis

| Jahr | Sieger                 | Zweiter                | Dritter             |
| ---- | ---------------------- | ---------------------- | ------------------- |
| 2016 | Patrick Schelling      | Jonas Aaen Jørgensen   | Russell Downing     |
| 2017 | Alexander Kamp         | Troels Vinther         | Rasmus Guldhammer   |
| 2018 | Asbjørn Kragh Andersen | Emil Vinjebo           | Josef Černý         |
| 2022 | Michael Kukrle         | Jeppe Aaskov Pallesen  | Valentin Retailleau |
| 2023 | Tim Marsman            | Callum MacLeod         | Warre Vangheluwe    |
| 2024 | Emil Toudal            | Steffen De Schuyteneer | Axel van der Tuuk   |
| 2025 |                        |                        |                     |